# Natalja Leonidowna Troizkaja

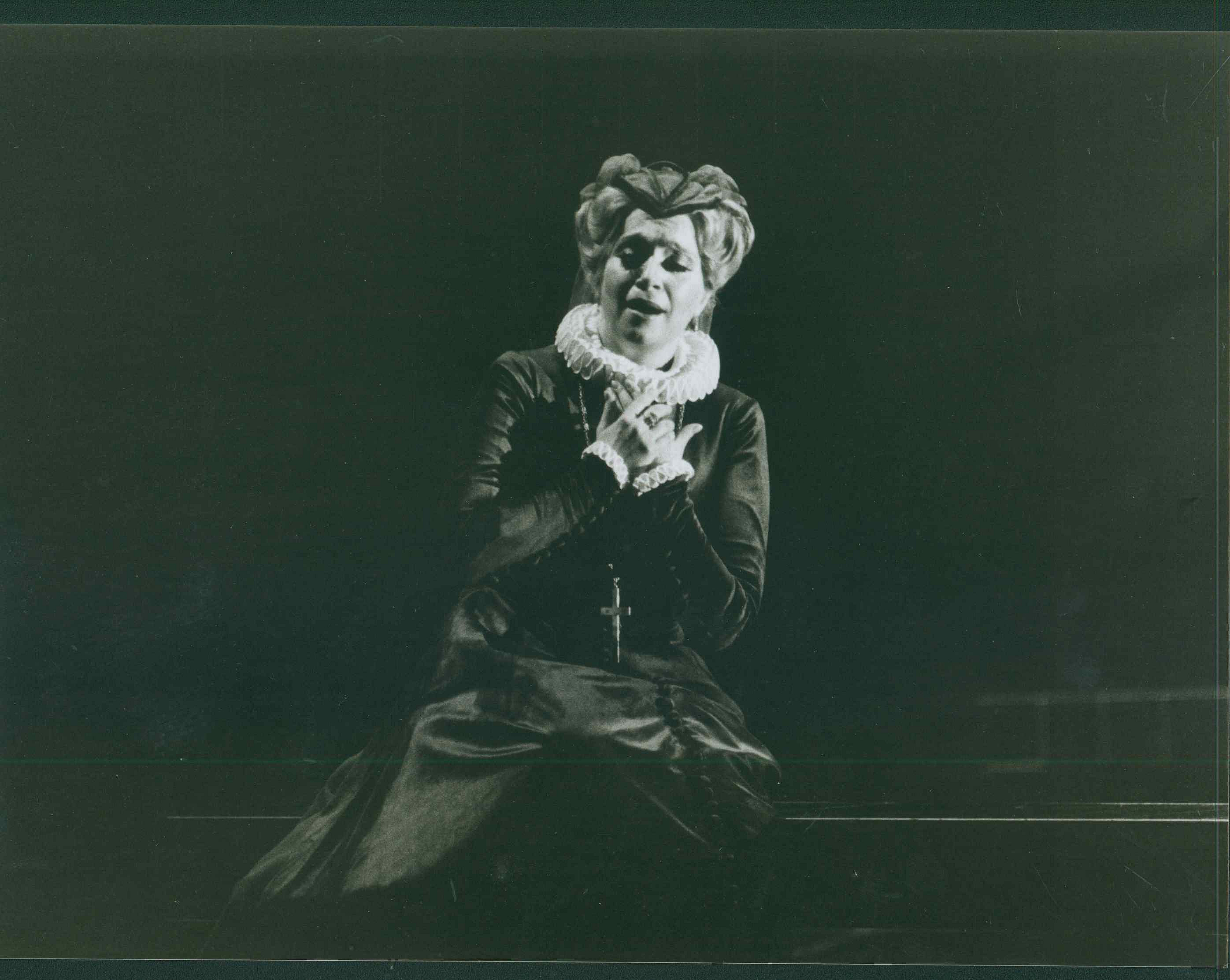
Natalia Troitskaya in Don Carlos am Badischen Staatstheater Karlsruhe (1984/85)

Natalja Leonidowna Troitskaja (russisch Наталья Леонидовна Троицкая, wissenschaftliche Transliteration Natal'ja Leonidovna Troickaja; * 1951 in Belgrad; † 9. April 2006 in Moskau) war eine russische Opernsängerin (Sopran).

## Leben
Die Sopranistin Natalja Troizkajawar von 1984 bis 1991 Mitglied der Wiener Staatsoper und hat dort die Hauptrollen in Tosca, Manon Lescaut, Aida und Il trovatore an 34 Abenden gesungen. Auch in der Arena von Verona und anderen großen Opernhäusern war sie zu Gast. Zu ihren Paraderollen gehörten neben der Aida auch die Titelrolle in Francesco Cileas Adriana Lecouvreur und die Tatjana in Tschaikowskis Eugen Onegin.
Seit 1995 lehrte sie an der Gnessin-Schule in Moskau Gesang und gab auch Meisterkurse. Zu ihren Bühnenpartnern zählten unter anderem Plácido Domingo und José Carreras.